# Li Auto Mega
Li Mega — електричний мінівен, який виробляє Li Auto з 2024 року. Це перший повністю електромобіль від Li Auto, оскільки попередні моделі є електромобілями розширеного діапазону (EREV).

## Огляд
Mega був представлений у листопаді 2023 року в Auto Guangzhou, де приймалися попередні замовлення. Він вирізняється своїм характерним дизайном, який сприяє аеродинаміці завдяки опору вітру лише 0,215 Cd , що є найнижчим показником серед багатоцільових транспортних засобів (MPV), які зараз виробляються у всьому світі. 

Mega живиться від батареї Qilin ємністю 102,7 кВт/год виробництва CATL, яка підтримує надшвидку зарядку 5C. Mega має передню підвіску на подвійних важелях і багатоважільну задню підвіску з пневматичною підвіскою з безперервним регулюванням амортизаторів.  За даними Li Auto, мінівен здатний розганятися до 100 км/год за 5,5 секунди. 

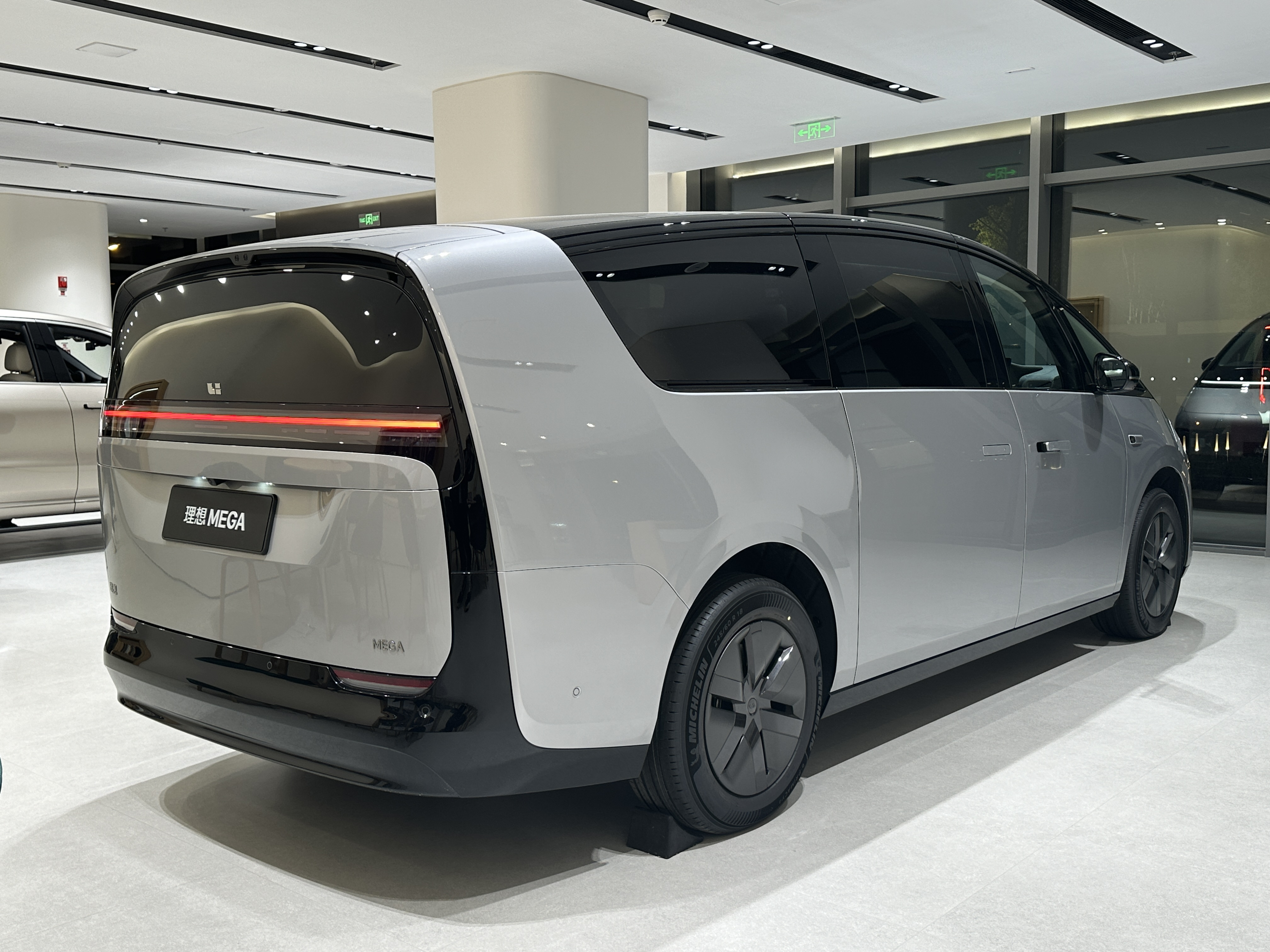
Вид ззаду
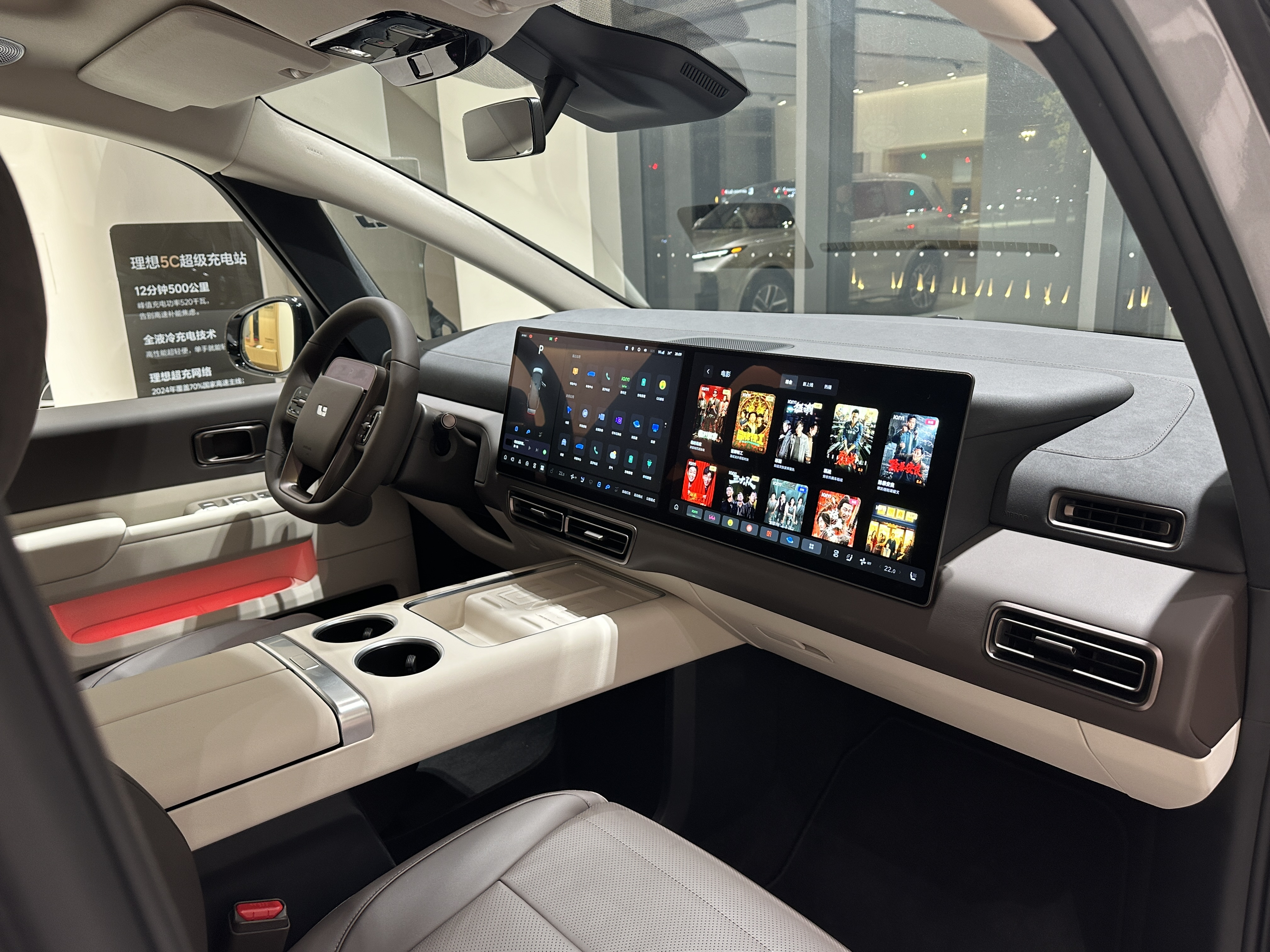
Інтер’єр